# Historia Żydów w Skierniewicach

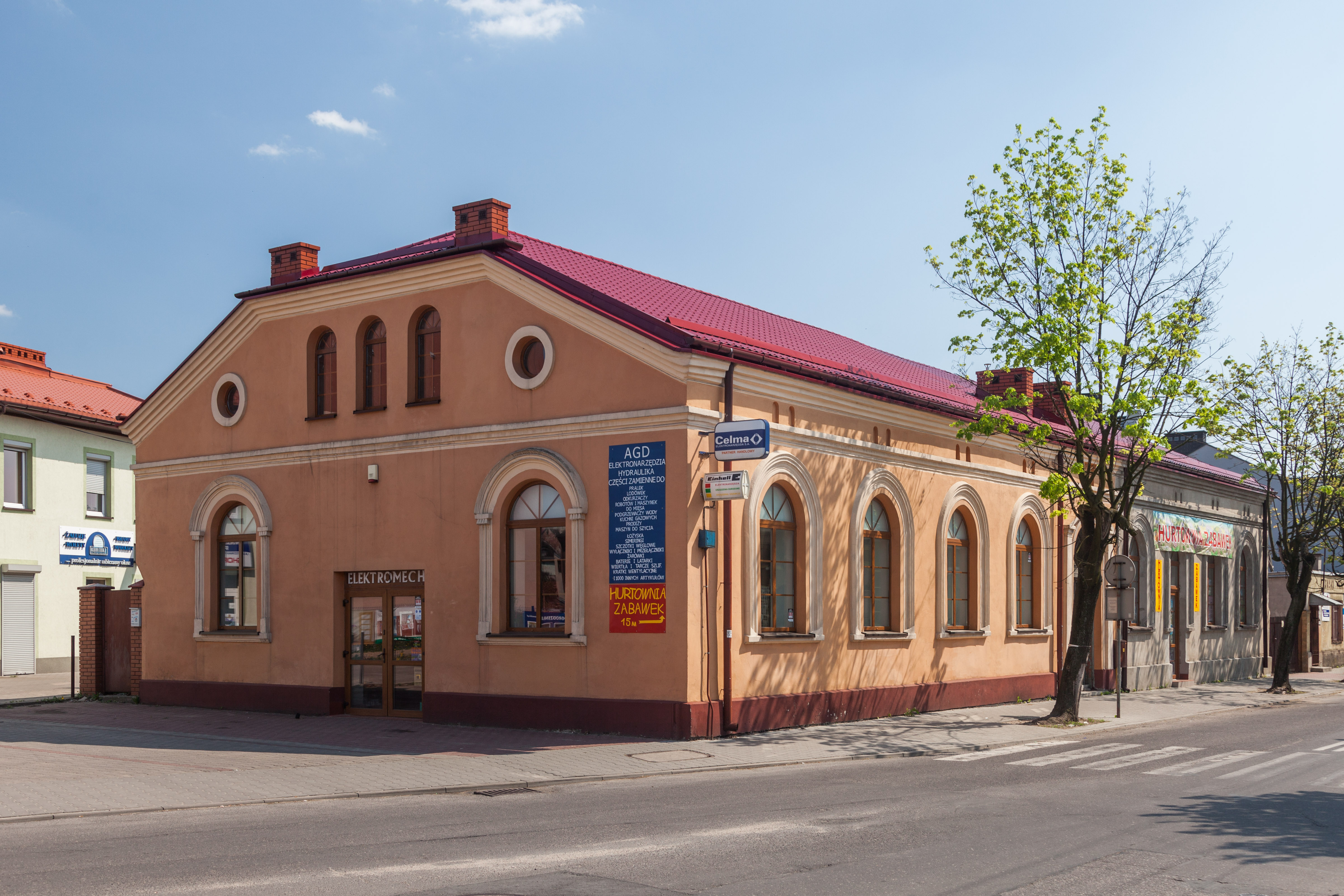
Dawny żydowski dom modlitwy przy ul. Batorego

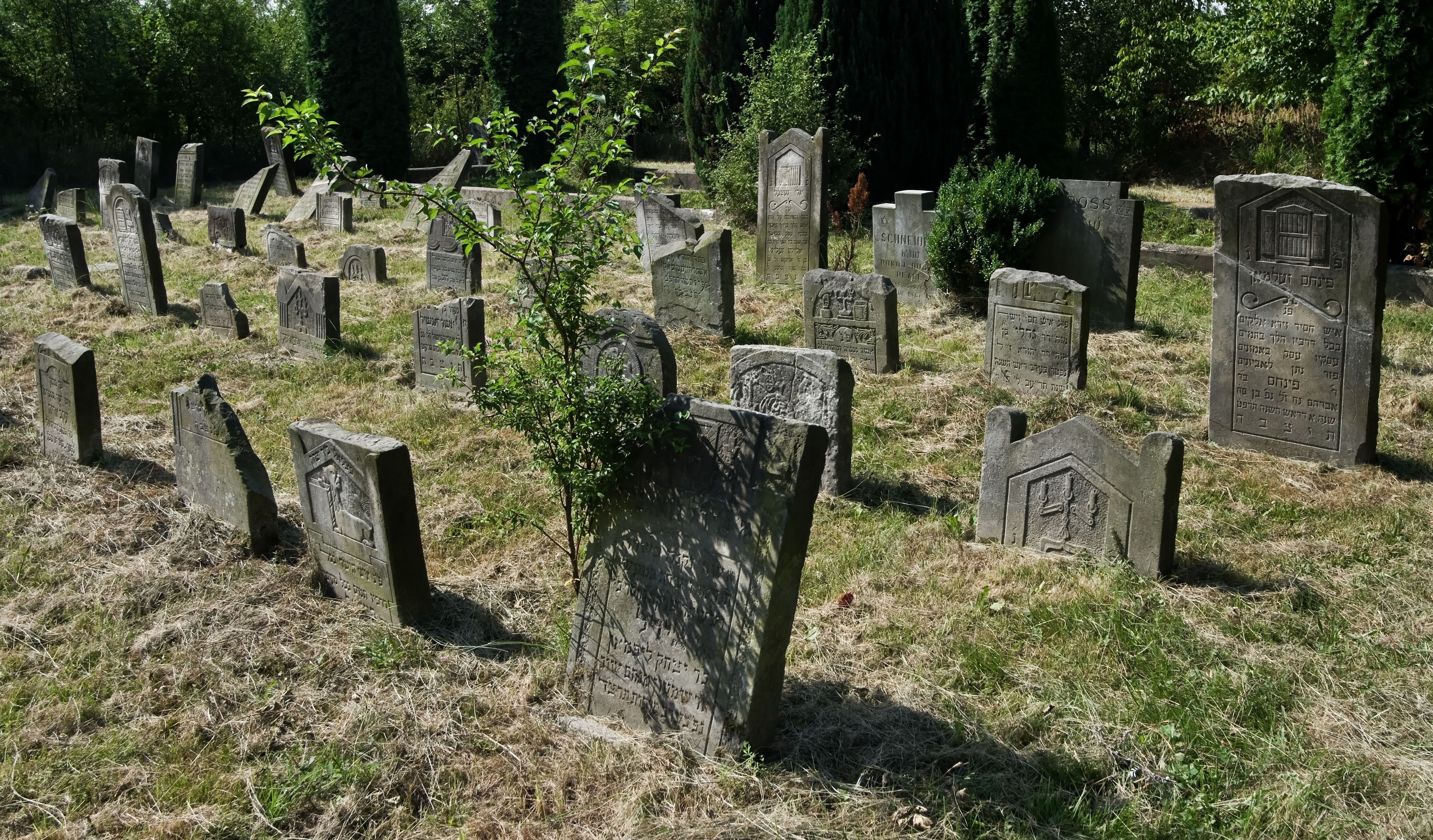
Zabytkowy cmentarz żydowski w Skierniewicach

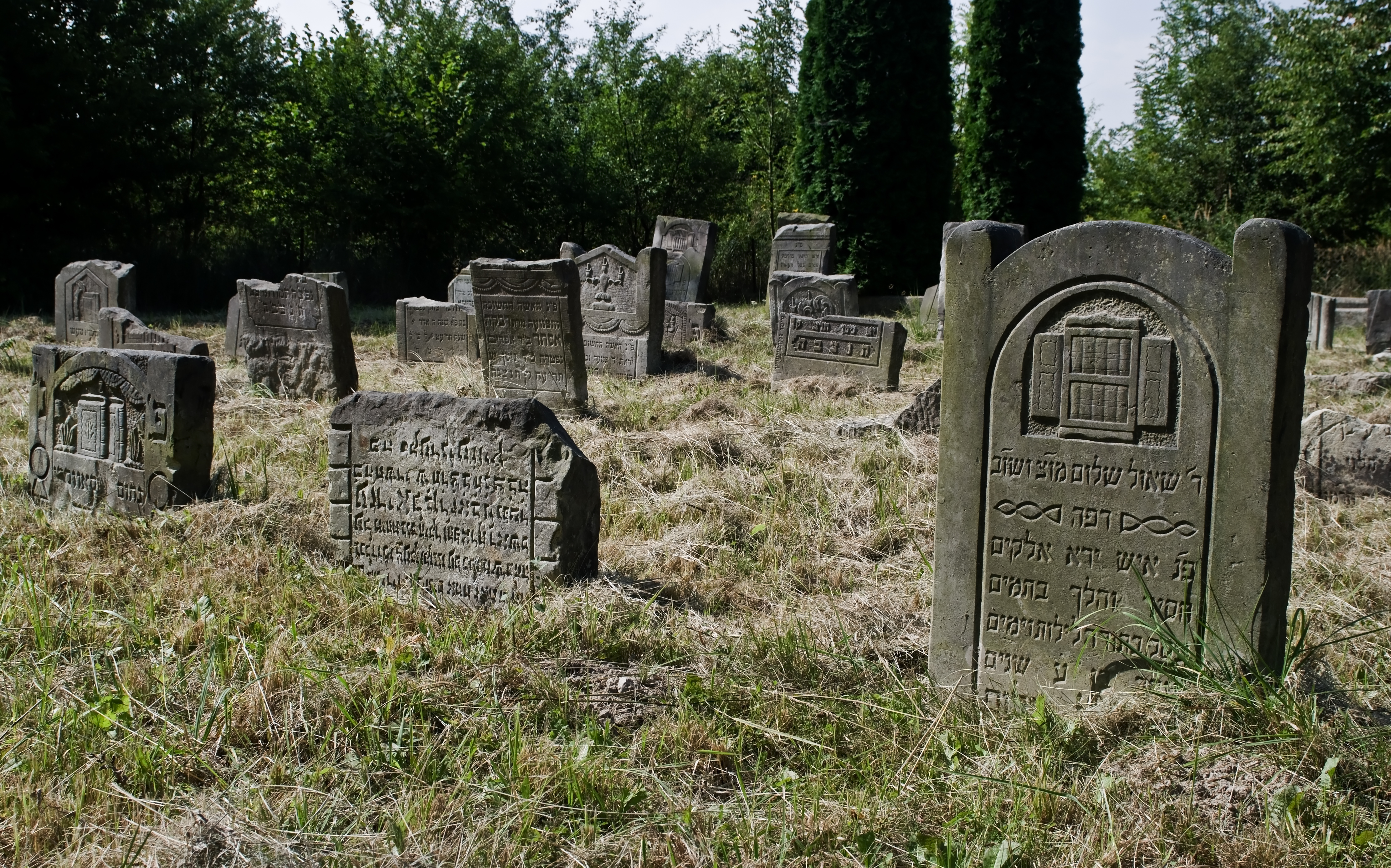
Drugi cmentarz żydowski

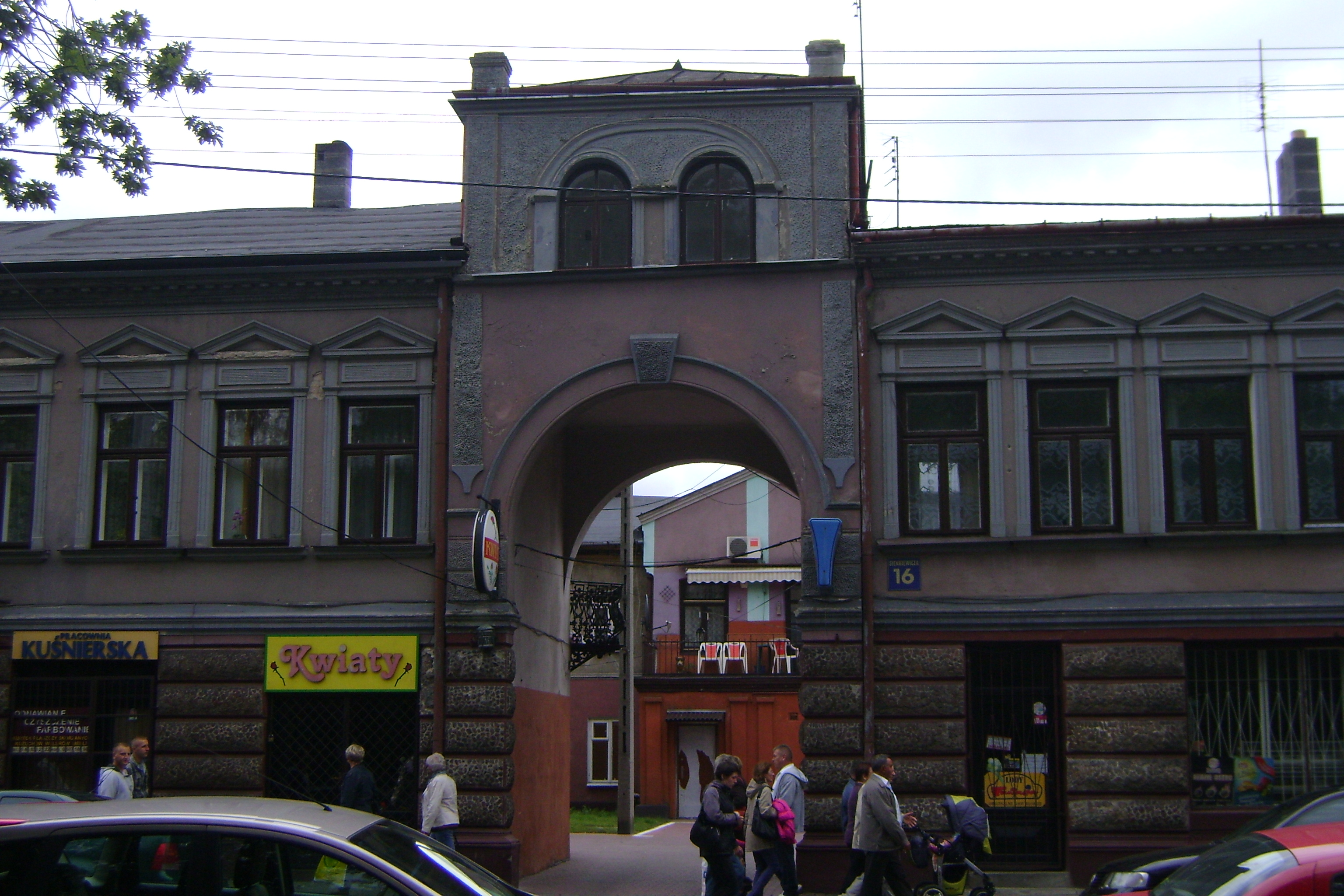
Dom Izraela Szpichlera, dawny teatr i kino

Żydzi w Skierniewicach osiedlili się dopiero po roku 1795 i w 1808 zamieszkiwało ich tam zaledwie 73 (stanowili 7% mieszkańców). Sama gmina żydowska została założona w 1850 roku, zaś kilka lat później wybudowano pierwszą synagogę .

## XIX wiek
W 1827 roku mieszkało w Skierniewicach 216 Żydów, co stanowiło 11% ludności miasteczka. W 1857 r. było tam już 766 Żydów (29% ogółu mieszkańców) , w 1864 r. było ich 1454 (39%), natomiast w 1897 r. – 2898 (36%) .
W drugiej połowie XIX wieku Żydzi skierniewiccy pozostawali pod silnym wpływem chasydyzmu . Od 1886 roku swój dwór miał w tym mieście uważany za cudotwórcę cadyk Szymon Kalisz z Warki, dzięki czemu Skierniewice stały się celem pielgrzymek chasydów. Natomiast pod koniec XIX stulecia rabinem w Skierniewicach był Meir Holzstock, który w późniejszym okresie zwany był cadykiem z Ostrowca .

## XX wiek
W okresie międzywojennym ludność żydowska stanowiła około jednej trzeciej mieszkańców miasta (w roku 1921 były to 4333 osoby, czyli 33%, a w 1939 – ok. 4300 osób ).
W sierpniu 1940 r. liczba mieszkańców miasta narodowości żydowskiej wynosiła 6159 osób.
W grudniu 1940 roku naziści utworzyli w Skierniewicach getto, w którym oprócz Żydów miejscowych przebywali także Żydzi z Łodzi, Zgierza, Aleksandrowa, Brzezin, Włocławka – ogółem 6900 osób. Do lutego bądź kwietnia  1941 roku wszystkie osoby z getta skierniewickiego zostały przetransportowane do getta w Warszawie .

## XXI wiek
Obecnie w mieście zachowało się kilka kamienic należących niegdyś do skierniewickich rodzin żydowskich.
- Budynek bożnicy przy ul. Batorego – budynek pełniący funkcję bożnicy, szkoły żydowskiej do 1906 r. W czasie II wojny znajdowała się tam kuchnia, stołówka oraz izolatka dla osób chorych.
- Dom Bombla przy ul. Sienkiewicza 18 – Abram Bombel był żydowskim lekarzem, przedsiębiorcą, budowniczym części koszar wojskowych w Skierniewicach.
- Dom Szpichlera przy ul. Sienkiewicza 16 – mieścił się tu „Teatr Żydowski po Rosyjsku”, a później kinematograf Oaza.
- Kamienica Pfefera przy ul. Strykowskiej – dawny budynek Banku Żydowskiego oraz siedziby Związku Sportowego Hakoach.

### Cmentarze żydowskie w Skierniewicach
W mieście znajdują się dwa zabytkowe żydowskie cmentarze przy ul. Granicznej oraz ul. Strobowskiej:
- Stary cmentarz żydowski w Skierniewicach
- Nowy cmentarz żydowski w Skierniewicach